# Geórgios Stamatópoulos
Geórgios Stamatópoulos (grec moderne : Γεώργιος Σταματόπουλος), ou Yórgos Stamatópoulos (Γιώργος Σταματόπουλος), est un artiste grec, graveur à la Banque nationale de Grèce. 

## Biographie
Geórgios Stamatópoulos a dessiné l'avers des pièces grecques courantes en euro, de certaines pièces commémoratives de 2 euros pour la Grèce mais aussi les pièces commémoratives communes pour le 10e anniversaire de l'Union économique et monétaire (en 2009) et pour le 30e anniversaire du drapeau européen (en 2015).